# Uvaria scabrida
Uvaria scabrida este o specie de plante angiosperme din genul Uvaria, familia Annonaceae, descrisă de Daniel Oliver. Conform Catalogue of Life specia Uvaria scabrida nu are subspecii cunoscute.